# Valentina Fătu
Valentina Fătu (numele complet: Valentina Pătrașcu Fătu, n. 3 octombrie 1971, Dridu, județul Ialomița) este o actriță română de revistă, teatru, vodevil și voce română. Fătu formează un cuplu comic cu Vasile Muraru.

## Apariția pe scenă
După moartea actorului de comedie Nae Lăzărescu, conducerea Teatrului de Revistă „Constantin Tănase” a găsit soluția pentru ca Vasile Muraru să continue să joace în rolurile umoristice. Astfel, lângă el pe scenă a urcat actrița Valentina Fătu, talentată și la fel de simpatică.

## Filmografie
- Marilena (2008)

## Dublaj în filme și seriale
- The Looney Tunes Show - Gossamer (sezonul 1)
- Uimitoarea lume a lui Gumball - Darwin Watterson (sezonul 1), Molly (sezonul 1)
- Noile mistere cu Scooby-Doo - Velma Dinkley
- Fetițele Powerpuff - Buttercup
- Ce e nou, Scooby-Doo? - Velma Dinkley (sezoanele 1-2)
- Scooby-Doo în Insula Zombie - Velma Dinkley
- Scooby-Doo merge la Hollywood - Velma Dinkley
- Noile filme cu Scooby-Doo - Velma Dinkley
- Tom și Jerry: Filmul - Robyn Starling (cântând), Stăpâna lui Tom
- Scooby-Doo, unde ești tu! - Velma Dinkley
- The Scooby-Doo Show - Velma Dinkley

### Interviu
- Editorial / Actrita care merge pe urmele Stelei Popescu Arhivat în 26 martie 2017, la Wayback Machine. citynights